# Leandro N. Alem (Misiones)

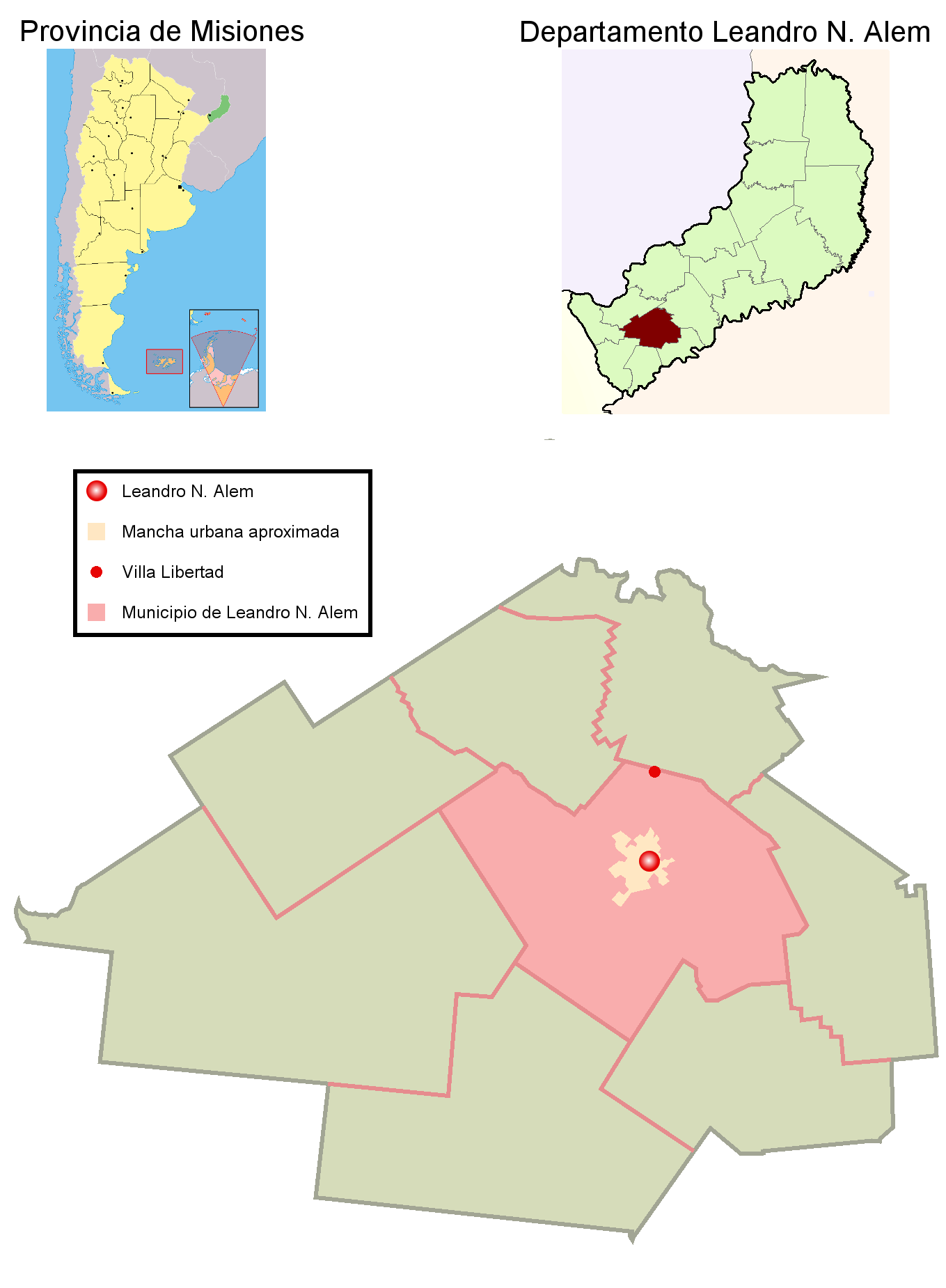
Municipio de Leandro N. Alem en el departamento homónimo, las localidades de Alem y su mancha urbana.

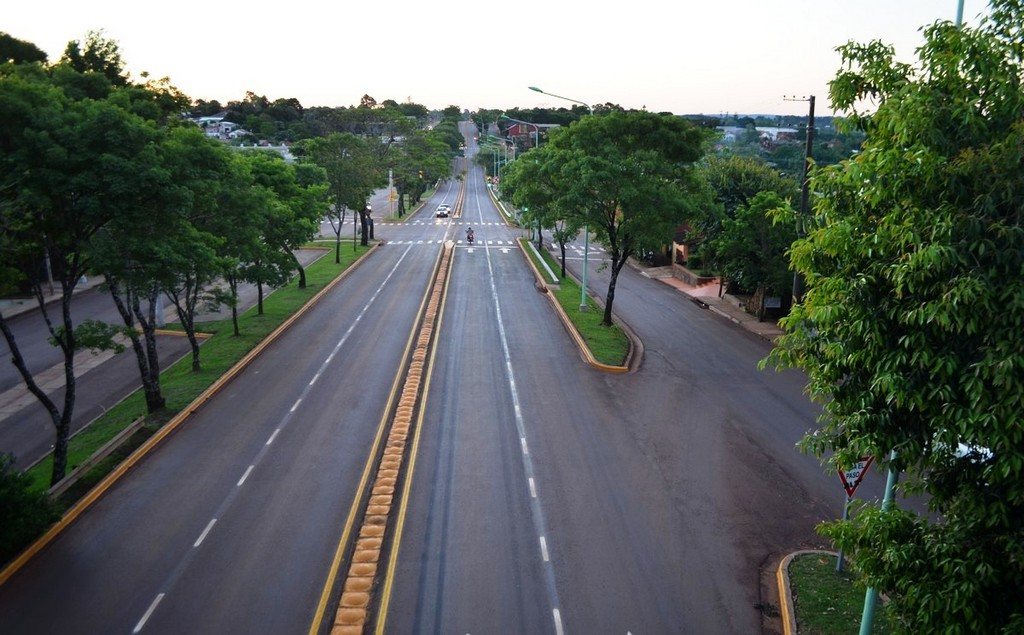
Autovía de acceso a Leandro N. Alem.

Leandro N. Alem, coloquialmente Alem, es una ciudad argentina de la provincia de Misiones, cabecera del departamento Leandro N. Alem.

## Toponimia
Su nombre rinde homenaje a Leandro N. Alem, político argentino del siglo XIX, líder de la Revolución del Parque y fundador de la Unión Cívica Radical.

## Nombre de la ciudad
Los primeros pobladores se establecieron en 1904 y en   1915 se mensuraron lotes agrícolas, de aproximadamente 25 hectáreas cada uno, designándose a uno como Picada Mecking.
El 26 de diciembre de 1926, el gobierno del Territorio de Misiones, el cuál todavía no estaba legalmente denominado como provincia, por decreto, se impuso el nombre de "Leandro N. Alem". Actualmente, la mayoría de los habitantes de la provincia de Misiones se refieren a esta ciudad de una forma abreviada: "Alem", costumbre que ya está interesando a destacados vecinos de esta ciudad a impulsar un nuevo cambio de nombre, inspirados en la facilidad y claridad de la versión abreviada. Debido a esto, referentes se encuentran contactando con los representantes legislativos para sancionar una ley que habilite y formalice el cambio de nombre a "Alem" en las cuestiones oficiales.

## Festividades destacadas
Todos los años la ciudad de Alem es sede de la Fiesta Nacional de la Navidad, la Fiesta Provincial de la Cerveza y de la Feria integradora del sector cooperativo de la Provincia de Misiones o Fericoop.
La Fiesta de la Navidad se celebra en el mes de diciembre, preparada por un grupo de personas que trabaja para decorar la ciudad y vestirla con espíritu navideño. Es una de las fiestas más importantes de la provincia, donde miles de persones asisten para degustar la cocina local, los puestos de artesanos,  artistas y bandas invitadas.
La Fiesta de la Cerveza, celebrada por los inmigrantes alemanes, ocurre en el mes de Octubre, durante el Oktoberfest. En ella participan varias colectividades y grupos culturales de las varias etnias y culturas que inmigraron a la localidad, siendo las más importantes el Ballet Ucraniano y la colectividad Alemana. Adicionalmente, asisten artistas invitados, tanto de índole nacional como internacional, y se ofrecen diversas actividades económicas y sociales.
Fericoop es la más grande Feria integradora del sector cooperativo de la Provincia de Misiones; brinda un espacio para organizaciones cooperativas, comerciantes, empresarios e industriales, para que expongan su producción y oferta de servicios. Ofrece al visitante sectores destinados a la exposición, ventas, feria gastronómica con degustación de productos cooperativos, capacitación en talleres y seminarios, festivales artísticos todas las noches y la elección de la Reina Provincial del Cooperativismo.

## Medios de comunicación
Existen varias radios de frecuencia modulada (FM):
- FM ACUARIO 97.5 MHz

- LRH423 FM 2000 88.5 MHz
- LRH381 FM América 90.9 MHz
- LRH949 Difusora Zeta 96.3 MHz
- Radio Ciudad 99.1 MHz
- FM Alternativa 103.9 MHz
- FM El Rancho 92.5 MHz
- Radio Uno 101.7 MHz
- Radio Sol 102.7 MHz
- FM El Sembrador 94.9 MHz
- Radio Nuevo Tiempo 90.1 MHz
- FM La Buena Semilla 95.9
- Cable Norte Televisión S.A.
- Web de noticias Tu Misiones.com/LNAlem
- Web de Noticias Infocentral.com.ar
- Web De Noticias Todo Misiones Digital

## Educación

### Escuela Normal Nº 1 “Domingo Faustino Sarmiento"
El 28 de noviembre de 1956, por el decreto Ley N° 1503, se crea la Escuela Normal N° 1 “Domingo Faustino Sarmiento” de Leandro N. Alem. La Escuela Normal de Alem es la primera experiencia que se pone en práctica en el interior de la provincia con esta modalidad, ya que las ciudades de Apóstoles y Oberá contaban con  instituciones de nivel secundario,  pero dependiente de la jurisdicción Nacional.
Cuenta con el reconocimiento social y educativo en su comunidad ya que en en el año 2005 la Escuela Normal, por Resolución 33/05, fue declarada Monumento Arquitectónico, Histórico, Cultural y Educativo de la Provincia de Misiones.
En el año 2012 por decreto 1934/12 declarada Monumento Histórico Nacional.

## Población
Según el último censo del INDEC, realizado en el año 2022, el municipio cuenta con 32.289 habitantes. De esa población, 27.287 habitantes se restringen a espacios urbanos y  2360 habitantes, a espacios rurales. 

## Personajes destacados
• Pablo Andersen, político y docente.
• Juan Pablo Koch, piloto de automovilismo.
• Baltazar Urbieta, atleta destacado.

## Religión
| Diócesis           | Posadas                                    |
| ------------------ | ------------------------------------------ |
| Parroquia          | Santa Teresita del Niño Jesús              |
| Eparquía ucraniana | Santa María del Patrocinio en Buenos Aires |
| Parroquia          | San Pedro y San Pablo                      |